# بوم‌شناسی کوه‌های راکی

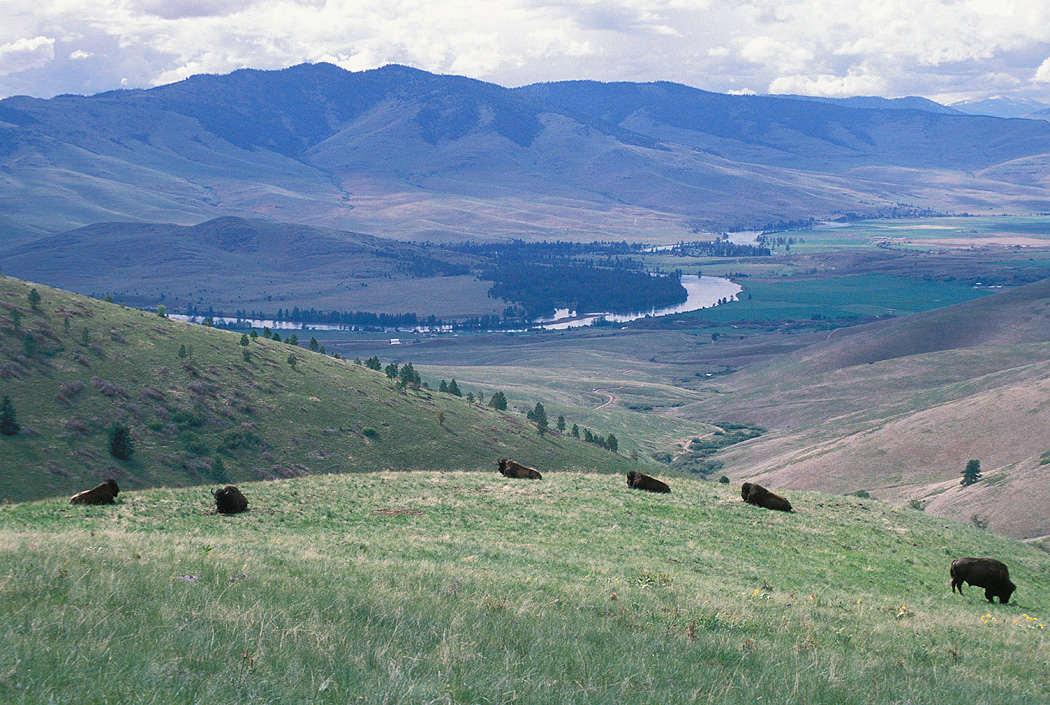
چرای بیزون در علفزار، مونتانا

بوم‌شناسی کوه‌های راکی به دلیل تأثیر عوامل محیطی گوناگون متنوع است. کوه‌های راکی، رشته‌کوههای اصلی در غرب آمریکای شمالی هستند که از شمال دور بریتیش کلمبیا در کانادا تا نیومکزیکو در جنوب غربی ایالات متحده امتداد دارند و از دشت‌های بزرگ در ۱٬۸۰۰ فوت (۵۵۰ متر) یا کمتر از آن تا قله‌های بیش از ۱۴٬۰۰۰ فوت (۴٬۳۰۰ متر) بالا می‌روند. دما و بارندگی نیز بسیار متفاوت است و بنابراین رشته کوه‌های راکی، آمیخته‌ای از زیستگاه‌ها از جمله زیستگاه‌های آلپی، زیرآلپی و مناطق شمالی کوه‌های راکی شمالی در بریتیش کلمبیا و آلبرتا، جنگلهای مخروطی مونتانا و آیداهو، تالاب‌ها و دشتها هستند. صخره‌ها با دشت‌ها، ترکیبی متفاوت از مخروطی‌ها در فلات یلوستون در وایومینگ و راکی‌های مرتفع کلرادو و نیومکزیکو، و در نهایت توندرای آلپی با بالاترین ارتفاعات، دیده می‌شوند.

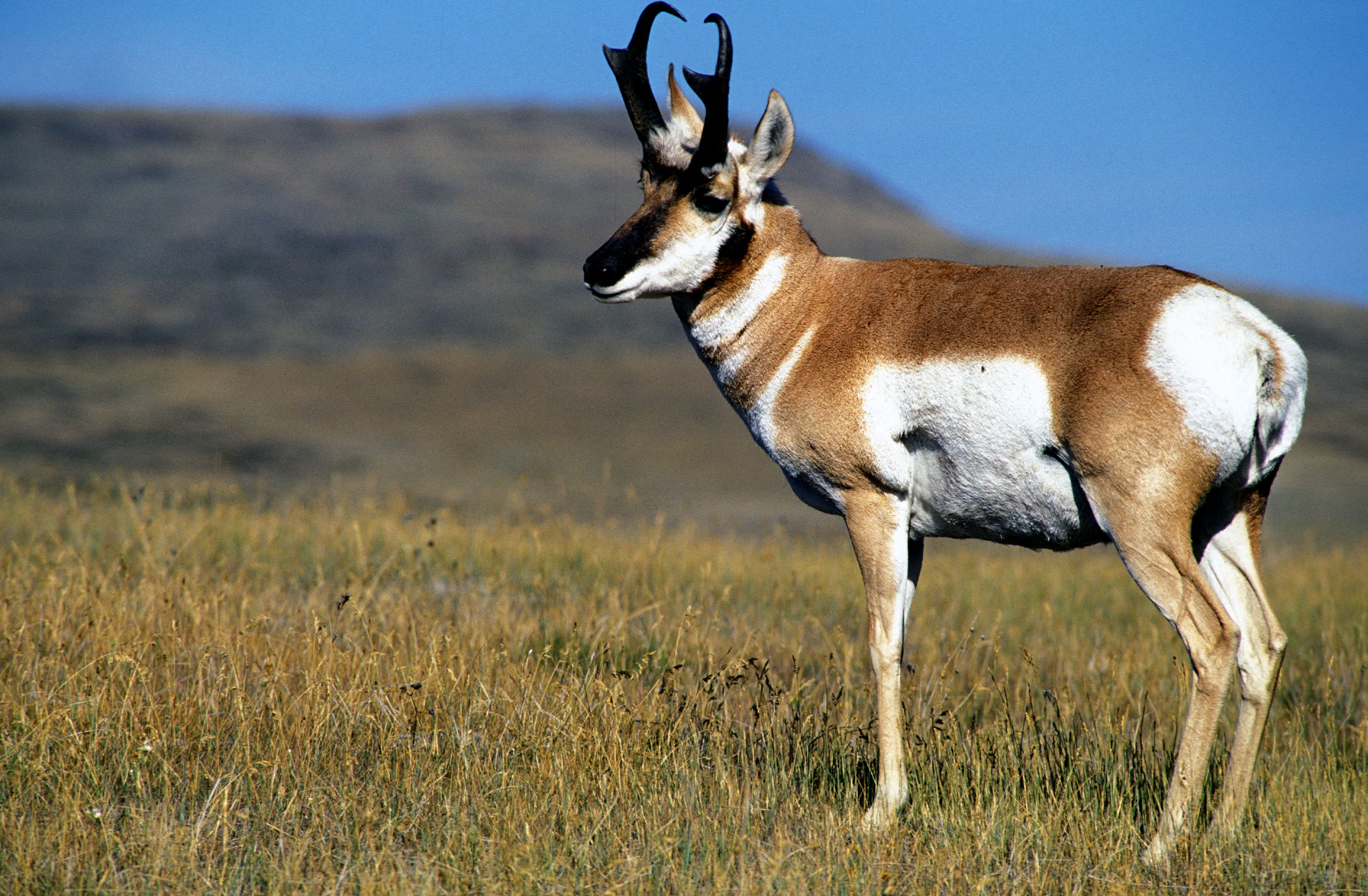
یک شاخ‌چنگالی در مونتانا

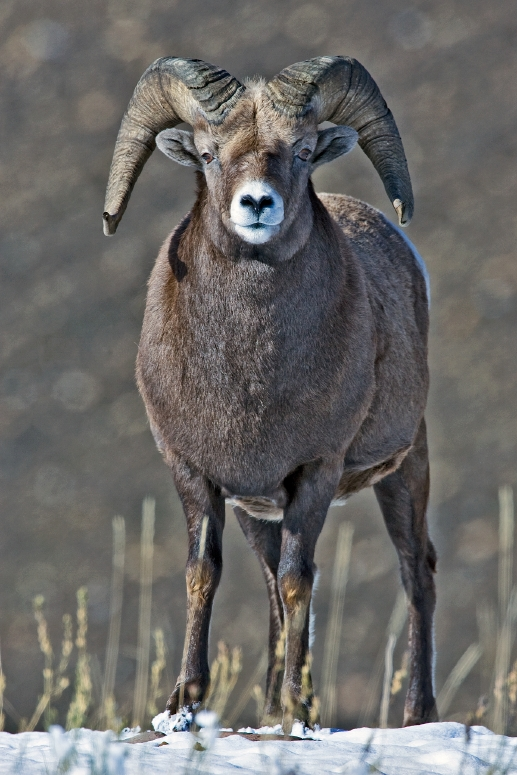
قوچ بزرگ‌شاخ در نزدیکی جاسپر، آلبرتا

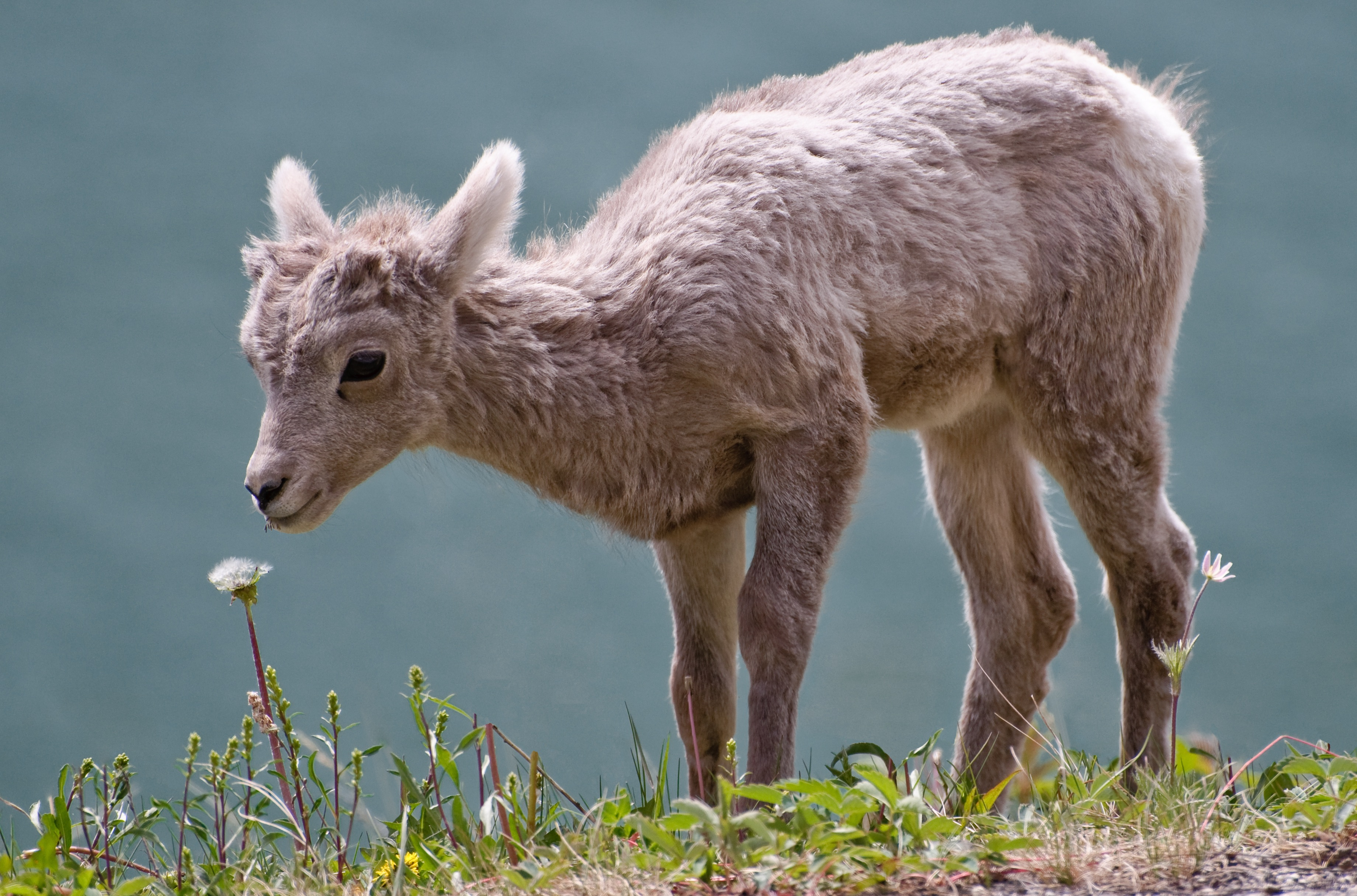
گوسفندان Bighorn (مانند این بره) از زمان استقرار اروپایی-آمریکایی در کوه‌های راکی به‌طور چشمگیری کاهش یافته‌است.